# مايا كوجنياك
مايا كوجنياك (بالكرواتية: Maja Kožnjak)‏ مواليد 16 أبريل 1985 في فيروفيتيكا، كرواتيا، هي لاعبة كرة يد كرواتية تلعب كظهير أيسر. مثلت منتخب كرواتيا لكرة اليد للسيدات.

## سجل المنافسة
شاركت في البطولات التالية:
- بطولة أوروبا لكرة اليد للسيدات 2012
- بطولة أوروبا لكرة اليد للسيدات 2014